# Villers-Brûlin
Villers-Brûlin là một xã ở tỉnh Pas-de-Calais, vùng Hauts-de-France của Pháp.

## Địa lý
Villers-Brûlin tọa lạc 15 dặm (24,1 km) về phía tây bắc Arras, tại giao lộ của các tuyến đường D76 và D77E1.

## Dân số
| 1962                                                         | 1968 | 1975 | 1982 | 1990 | 1999 | 2006 |
| ------------------------------------------------------------ | ---- | ---- | ---- | ---- | ---- | ---- |
| 280                                                          | 289  | 270  | 278  | 315  | 300  | 313  |
| Số liệu điều tra dân số từ năm 1962: Dân số không tính trùng |      |      |      |      |      |      |

## Địa điểm nổi bật
- Nhà thờ Notre-Dame, thế kỷ 17.
- Lâu đài thế kỷ 16.